# 胡赫塔迈基

胡赫塔迈基公司的布丁和蛋糕

胡赫塔迈基（芬蘭語：Huhtamäki Oyj）是芬兰一家制造消费品包裝的公司，其产品包括食品包装、一次性餐具和鸡蛋水果包装等。最早时公司在1920年成立于科科拉。现今公司股票在赫尔辛基证券交易所上市交易。
2018年时整个公司集团的营业额超过30亿欧元，雇员数量约一万八千人。据芬兰杂志《经济生活》报道，2017年时据营业额排名胡赫塔迈基为芬兰第25大公司。